# موراي بارتليت
موراي بارتليت (موليد 20 مارس 1971) هو ممثل أسترالي. 

## روابط خارجية
- Murray Bartlett في قاعدة بيانات الأفلام على الإنترنت